# Вишняковка (Крым)
Вишняко́вка (до 1945 года Кодага́й; укр. Вишняківка, крымскотат. Qodağay, Къодагъай) — село в Красногвардейском районе Республики Крым, входит в состав Калининского сельского поселения (согласно административно-территориальному делению Украины — Калининского сельского совета Автономной Республики Крым).

## Население
| 2001 | 2014 |
| ---- | ---- |
| 350  | ↘308 |

Всеукраинская перепись 2001 года показала следующее распределение по носителям языка
| Язык             | Процент |
| ---------------- | ------- |
| русский          | 57,71   |
| крымскотатарский | 20,29   |
| украинский       | 19,43   |
| другие           | 0,57    |

### Динамика численности
| - 1805 год — 189 чел. - 1889 год — 87 чел. - 1892 год — 70 чел. - 1902 год — 136 чел. - 1911 год — 136 чел. - 1915 год — 90/17 чел. - 1926 год — 213 чел. | - 1931 год — 207 чел. - 1939 год — 174 чел. - 1989 год — 279 чел. - 2001 год — 350 чел. - 2009 год — 329 чел. - 2014 год — 308 чел. |

## Современное состояние
На 2017 год в Вишняковке числится 2 улицы — Верхняя и Ляпуновых; на 2009 год, по данным сельсовета, село занимало площадь 27,3 гектара на которой, в 104 дворах, проживало 329 человек. В селе действуют сельский клуб, фельдшерско-акушерский пункт. Село связано автобусным сообщением с райцентром и соседними населёнными пунктами.

## География
Вишняковка — село на севере района, в степном Крыму, у границы с Джанкойским районом. Высота центра села над уровнем моря — 34 м. Соседние сёла: Победино в 2.5 км на запад, Калинино в 1,5 км на юг и Славянка Джанкойского района в 1,5 км на восток. Расстояние до райцентра — около 22 километров (по шоссе), ближайшая железнодорожная станция — Отрадная примерно в 9 километрах. Транспортное сообщение осуществляется по региональной автодороге 35Н-243 Победино — Калинино (по украинской классификации — С-0-10632).
Историческое селение Кодагай в XIX веке, согласно имеющимся картографическим источникам, располагалось примерно на 4,5 км южнее современного, на «своём месте» на доступных картах Кодагай впервые показан на спец. карте Украины 1918 года. О причинах такого перемещения селения пока ничего не известно.

## История
Первое документальное упоминание села встречается в Камеральном Описании Крыма… 1784 года, судя по которому, в последний период Крымского ханства Кодагай входил в Орта-Чонгарский кадылык Карасубазарского каймаканства. После присоединения Крыма к России (8) 19 апреля 1783 года, (8) 19 февраля 1784 года, именным указом Екатерины II сенату, на территории бывшего Крымского Ханства была образована Таврическая область и деревня была приписана к Перекопскому уезду. После Павловских реформ, с 1796 по 1802 год, входила в Перекопский уезд Новороссийской губернии. По новому административному делению, после создания 8 (20) октября 1802 года Таврической губернии, Кодагай был включён в состав Кокчора-Киятской волости Перекопского уезда.
По Ведомости о всех селениях в Перекопском уезде состоящих с показанием в которой волости сколько числом дворов и душ… от 21 октября 1805 года, в деревне Кодагай числилось 25 дворов и 189 жителей крымских татар. На военно-топографической карте генерал-майора Мухина 1817 года деревня Кодагай обозначена с 27 дворами. После реформы волостного деления 1829 года деревня, согласно «Ведомости о казённых волостях Таврической губернии 1829 года», осталась в составе Кокчоракиятской волости. На карте 1836 года в деревне 29 дворов, как и на карте 1842 года. Затем, видимо, вследствие эмиграции крымских татар в Турцию, деревня опустела и в доступных документах до 1884 года не встречается. В том году крымскими немцами меннонитами и лютеранами, в составе Байгончекской волости того же уезда, село на 689 десятинах земли было возрождено под названием Кадыкой (применялись также названия Кодагай, Катагай, Кадагай, Картагай). В «Памятной книге Таврической губернии 1889 года», по результатам Х ревизии 1887 года, уже записан Кодагай, с 14 дворами и 87 жителями.
Согласно «…Памятной книжке Таврической губернии на 1892 год», в деревне Кодагай, приписанной после земской реформы 1890 года к Александровской волости, входившей в Кодагайское сельское общество, было 70 жителей в 10 домохозяйствах на общинной земле. По «…Памятной книжке… на 1900 год» — в тех же 10 дворах было 136 жителей. В 1911 году население составило 136 человек. По Статистическому справочнику Таврической губернии. Ч.II-я. Статистический очерк, выпуск пятый Перекопский уезд, 1915 год, в деревне Кодагай Александровской волости Перекопского уезда числилось 16 дворов (11 дворов с землёй, 6 — безземельные) с немецким населением в количестве 90 человек приписных жителей и 17 — «посторонних», из которых 62 мужчины и 57 женщин. Жители владели 689 десятинами удобной земли. В хозяйствах имелось 55 лошадей,12 волов, 15 коров и 30 голов мелкого скота. На хуторе Кодагай (вакуф) — 9 татарских дворов (2 двора с землёй, 7 — безземельные), 61 житель, из которых 33 мужчины и 28 женщин. Жители владели 71 десятиной удобной земли. В хозяйствах имелось 18 лошадей и 7 коров.
После установления в Крыму Советской власти и учреждения 18 октября 1921 года Крымской АССР, в составе Джанкойского уезда был образован Курманский район, в состав которого включили село. В 1922 году уезды получили название округов. 11 октября 1923 года, согласно постановлению ВЦИК, в административное деление Крымской АССР были внесены изменения, в результате которых был ликвидирован Курманский район и село включили в состав Джанкойского. Согласно Списку населённых пунктов Крымской АССР по Всесоюзной переписи 17 декабря 1926 года, в селе Кодагай, (записан как Кадыкой), центре Кодагайского (Кадыкойского) сельсовета Джанкойского района, числился 51 двор, из них 31 крестьянский, население составляло 213 человек, из них 183 немца, 21 украинец, 5 евреев, 3 русских, 1 белорус, действовала немецкая школа. Постановлением ВЦИК «О реорганизации сети районов Крымской АССР» от 30 октября 1930 года, был создан Биюк-Онларский район, на этот раз — как немецкий национальный (лишённый статуса национального постановлением Оргбюро ЦК КПСС от 20 февраля 1939 года) в который включили село, с населением 207 человек. В 1930 годах в Кодагае создан колхоз им. Шмидта. Постановлением Президиума КрымЦИКа «Об образовании новой административной территориальной сети Крымской АССР» от 26 января 1935 года был создан немецкий национальный Тельманский район (с 14 декабря 1944 года — Красногвардейский) и село включили в его состав и село, вместе с сельсоветом, включили в его состав.
Вскоре после начала Великой Отечественной войны, 18 августа 1941 года крымские немцы были выселены, сначала в Ставропольский край, а затем в Сибирь и северный Казахстан. 12 августа 1944 года было принято постановление № ГОКО-6372с «О переселении колхозников в районы Крыма», по которому в район из областей Украины и России переселялись семьи колхозников, а в начале 1950-х годов последовала вторая волна переселенцев из различных областей Украины.
Указом Президиума Верховного Совета РСФСР от 21 августа 1945 года Кодагай был переименован в Вишняковку и Кодагайский сельсовет — в Вишняковский. С 25 июня 1946 года Вишняковка в составе Крымской области РСФСР, а 26 апреля 1954 года Крымская область была передана из состава РСФСР в состав УССР. Время упразднения сельсовета и включения в Калининский пока не установлено (вероятно, вследствие его образования в 1954 году): на 15 июня 1960 года село уже числилось в его составе. По данным переписи 1989 года в селе проживало 279 человек. С 12 февраля 1991 года село в восстановленной Крымской АССР, 26 февраля 1992 года переименованной в Автономную Республику Крым. С 21 марта 2014 года в составе Крыма аннексирована Россией.